# Gaspar Núñez de Arce
Gaspar Núñez de Arce (Valladolid, 4 de agosto de 1832-Madrid, 9 de junio de 1903) fue un poeta y político español que evolucionó del Romanticismo hacia el realismo literario. Fue gobernador civil de Barcelona, diputado por Valladolid en 1865 y ministro de Ultramar, Interior y Educación con el Partido Liberal de Sagasta. Fue nombrado académico de la RAE en 1874.

## Biografía
Hijo del modesto empleado de correos Matías Núñez y de Eladia de Arce, un accidente en su infancia contrahízo y marcó su figura para siempre con una desviación en la columna vertebral. Pasó la primera parte de una niñez enfermiza en Valladolid, y la segunda en Toledo, donde había sido trasladado el padre; allí adquirió un compulsivo hábito de lectura, sobre todo de los periódicos que venían a la oficina de correos donde trabajaba su progenitor. Vivió en el triste lapso de decadencia nacional existente entre las últimas guerras carlistas y la pérdida de las últimas colonias: su amigo y biógrafo Castillo Soriano refiere que uno de los recuerdos que más lo impresionaron entonces fue ver en un viaje restos humanos colgados de estacas o pendientes de los árboles; su abuelo materno Policarpo de Arce, además, había sufrido la represión por sus ideas liberales al luchar contra los absolutistas en la guerra civil . 
En 1849 entró en el mundo de las letras al estrenar con éxito en Toledo la pieza teatral en verso Amor y orgullo, compuesta con apenas diecisiete años (sus contemporáneos dicen quince, pero entonces se hallaban todos confundidos con la edad del poeta). Su familia quiso destinarlo a la carrera eclesiástica y frecuentó, de la mano del padre Loaisa o Loaysa, la biblioteca catedralicia de Toledo, pero se opuso a ingresar en el seminario con la beca de gracia que este eclesiástico había conseguido para él y se fugó a Madrid a los dieciocho años, en 1850, enviándoles unas letras a sus padres para tranquilizarlos contándoles que había decidido buscarse la vida por sí mismo. Allí inició algunos estudios y entró en la redacción de El Observador, un periódico liberal, donde hizo amistad con el poeta Eulogio Florentino Sanz y con Carlos Rubio; además, se encontró emocionado con el viejo poeta liberal Manuel José Quintana. Después fundó el periódico El Bachiller Honduras, que toma nombre del seudónimo que adoptó para firmar sus artículos, donde abogó por una política que unificase las distintas ramificaciones del liberalismo. Sus artículos en la línea del progresismo le valieron la reclusión en la cárcel del Saladero, de donde lo sacó la Vicalvarada en 1854. 

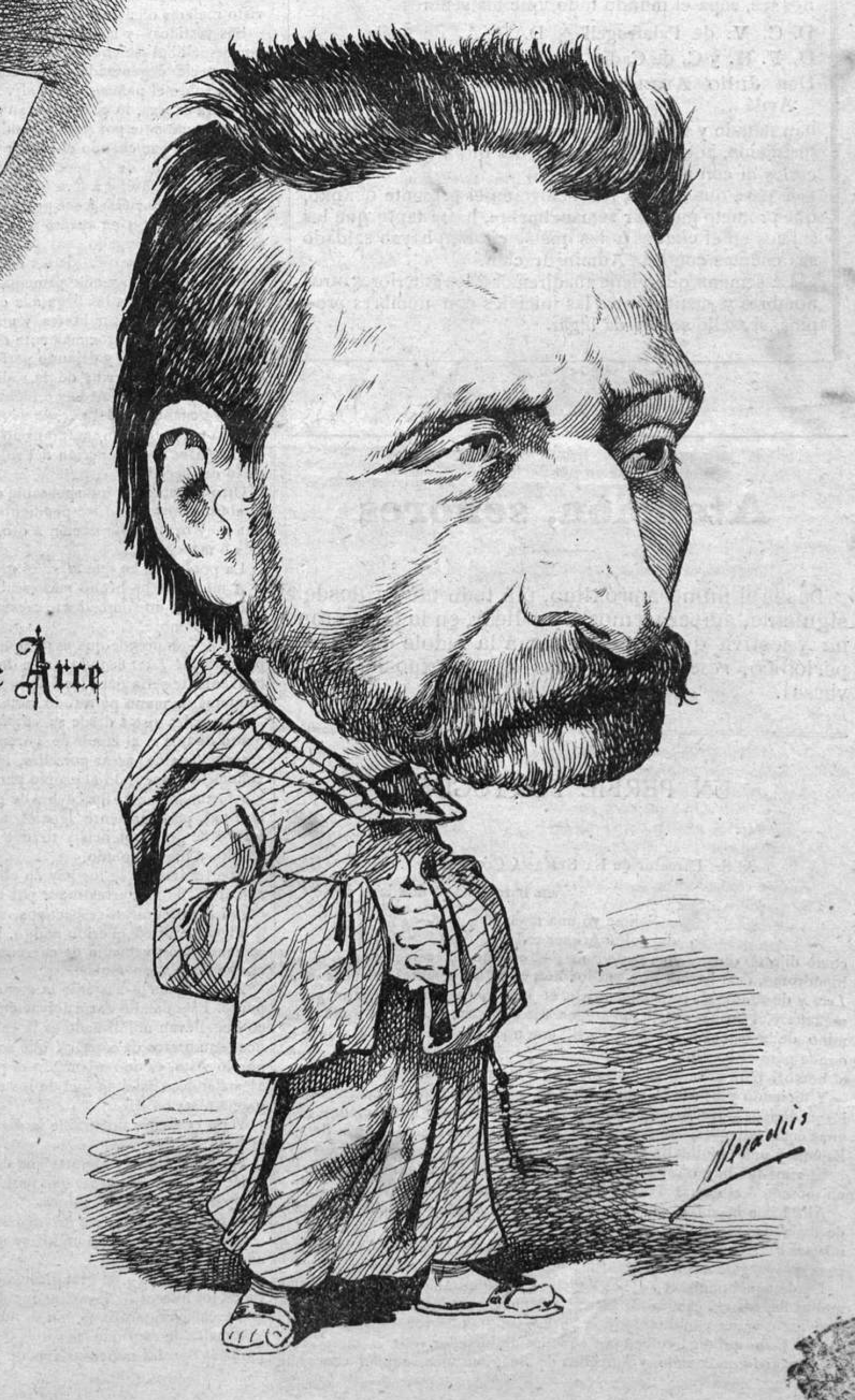
Caricaturizado por Mecachis (La Semana Cómica, 24 de agosto de 1888)

Publicó por entonces sus Cuentos de la otra vida, unos diálogos humorísticos escritos «desde 1854 hasta 1857, con esa irreverencia escéptica y poco reflexiva de la juventud»; asistió a la tertulia de Gregorio Cruzada Villaamil y, como corresponsal de La Iberia, publicó una serie de artículos sobre la inauguración del canal del Ebro que luego incluyó en sus obras
Su participación como cronista en la campaña de África (1859-1860) fue una de las causas de su posterior implicación en la vida política. Estuvo recluido en la prisión de Cáceres a causa de sus ataques contra la política conservadora del general Narváez. Cuando cayó Isabel II, fue elegido secretario de la Junta Revolucionaria de Cataluña y redactó el Manifiesto a la Nación publicado por el gobierno provisional el 26 de octubre de 1868. Fue también gobernador civil de Barcelona, diputado por Valladolid en 1865 y ministro de Ultramar, Interior y Educación con el partido progresista de Sagasta.
Nombrado senador vitalicio en 1886, su salud le llevó a dejar la actividad política en 1890. Entró en la Real Academia Española el 8 de enero de 1874 y fue presidente de la Asociación de Escritores y Artistas Españoles durante el periodo de 1882 a 1903.

## Estilo y obra
Comenzó a escribir teatro en colaboración con Antonio Hurtado, y continuó solo su dramaturgia, en la que destaca el drama histórico, El haz de leña (1872), sobre Felipe II y el príncipe don Carlos, donde no sigue la leyenda negra y procura mantenerse fiel a la realidad histórica (y sin embargo domina el valor poético sobre el teatral). Escribió además Deudas de la honra (1863), Quien debe paga (1867), Justicia providencial (1872) y otras obras. 
Su producción poética alcanzó mayor repercusión: Gritos del combate y Raimundo Lulio, este último en tercetos, fueron publicados en 1875; en el primero, tal vez su libro poético más famoso, figuran las piezas «A Darwin», «A Voltaire», «La duda», «Tristeza» y «El miserere». La última lamentación de Lord Byron, en octava real, La selva oscura, inspirada en Dante Alighieri, y El vértigo, en décimas, son de 1879. La visión de fray Martín (1880), La pesca (1884), donde se declara un gran amante y observador de la naturaleza, Maruja (1886), etc. Dejó inacabados Luzbel y Hernán el lobo (1881). Sus poemas históricos se diferencian de los románticos en que no tratan de describir ambientes, quizá por influjo del monólogo dramático de Robert Browning.

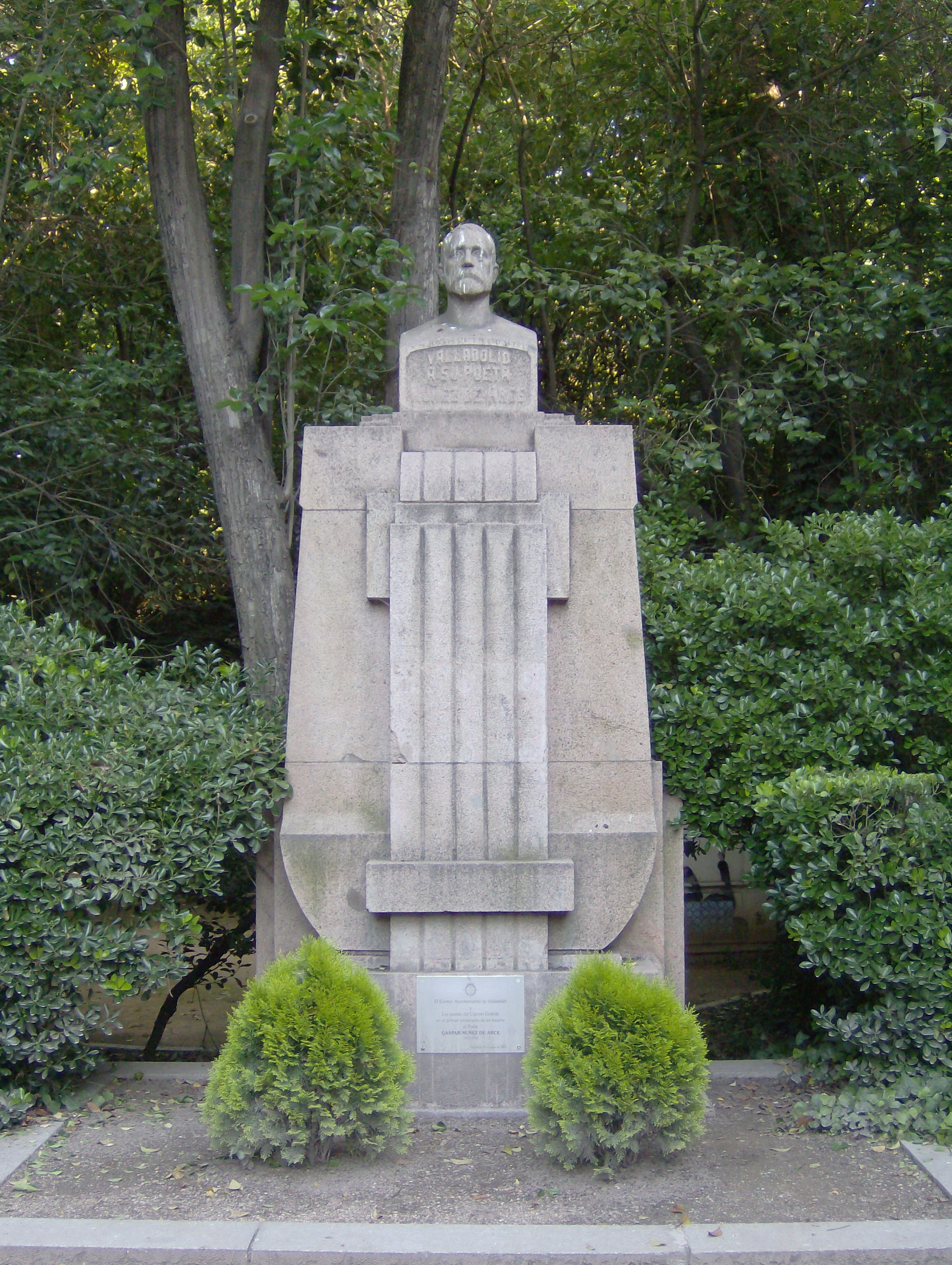
Busto de Gaspar Núñez de Arce en el Campo Grande de Valladolid.

Sus escritos teóricos, en especial su Discurso sobre la poesía, leído el 3 de diciembre de 1887 en el Ateneo de Madrid y reproducido más tarde en la segunda edición de Gritos del combate (primera ed. en 1875) con ampliaciones, lo muestran como un poeta muy consciente de la misión del escritor en la sociedad como poeta cívico, y de amplia instrucción tanto en poesía clásica española como extranjera, en especial anglosajona. Definió la poesía como «Arte maestra por excelencia, puesto que contiene en sí misma todas las demás, cuenta para lograr sus fines con medios excepcionales: esculpe con la palabra como la escultura en la piedra; anima sus concepciones con el color, como la pintura, y se sirve del ritmo, como la música». Su obra, amplia y diversa, incluye desde los epigramas de Humoradas a poemas pacifistas, y otros en los que expresa la crisis de su fe religiosa. Su poesía recuerda en ciertos momentos la de Gabriel García Tassara. Fue un gran artífice del verso, cuya forma le obsesionaba, negándose a la inspiración apresurada.
Su estilo busca la sencillez expresiva y rehúye la retórica tanto como Campoamor, pese a lo cual no incurre en el prosaísmo de este autor: «¿Hay acaso nada tan ridículo como la prosa complicada, recargada de adornos, disuelta en tropos...? (...) Lo declaro con franqueza: nada tan insoportable para mí como la prosa poética, no expresiva, sino chillona...». Sostuvo, sin embargo, como este, que el ritmo lo era todo en el verso, ya que «suprimir el ritmo, el metro y la rima, sería tanto como matar a traición a la poesía». Al hablar de Robert Browning, dice: «los poetas... no deben escribir para ser explicados, sino para ser sentidos», y aquí tenemos otra de las características de su poesía: el predominio de lo sentimental sobre lo racional, de las sensaciones sobre los conceptos.

## Recuento bibliográfico
- Obras escogidas, Barcelona, Montaner y Simón, 1911
- Sus mejores versos, Madrid, Imprenta Sordomudos, 1929
- Poesías: 1832-1932, Valladolid, Imprenta Provincial, 1932
- Poesías Completas, México, Porrúa, 1982.

### Teatro
- Obras dramáticas, Madrid, Tipografía Perojo, 1879
- ¿Quién es el autor?, Madrid, Imprenta José Rodríguez, 1859
- La cuenta del zapatero, Madrid, Imprenta José Rodríguez, 1859
- ¡Como se empeñe un marido!..., Madrid, Imprenta José Rodríguez, 1860.
- Deudas de la honra, Madrid, Imprenta José Rodríguez, 1863
- Ni tanto ni tan poco, Madrid, Imprenta José Rodríguez, 1865
- Con Antonio Hurtado, El laurel de la Zubia, Madrid, Imprenta José Rodríguez, 1865
- Santo Domingo, Madrid, Imprenta Manuel Minuesa, 1865
- Con Antonio Hurtado, Herir en la sombra, Madrid, Imprenta José Rodríguez, 1866
- Con Antonio Hurtado, La jota aragonesa, Imprenta José Rodríguez, Madrid, 1866
- Quien debe, paga, Madrid, Imprenta José Rodríguez, 1867
- Justicia providencial, Madrid, Imprenta José Rodríguez, 1868
- El haz de leña, Madrid, Imprenta José Rodríguez, 1872.
- Entre el Alcalde y el Rey, con música de E. Arrieta, Madrid, Imprenta José Rodríguez, 1875.

### Narrativa
- Recuerdos de la campaña de África, Madrid, Imprenta José M. Rosés, 1860.

### Poesía narrativa
- Raimundo Lulio (1875)
- La selva oscura. Poema, Madrid, Imprenta Fortanet, 1879
- La última lamentación de Lord Byron. Poema, Madrid, Imprenta Fortanet, 1879
- El Vértigo. Poema, Madrid, Imprenta Fortanet, 1879
- Un idilio y una elegía, Madrid, Imprenta Fortanet, 1879.
- La visión de Fray Martín. Poema, Madrid, Imprenta Fortanet, 1880
- La Pesca. Poema, Madrid, Imprenta Fortanet, 1884
- Maruja. Poema, Imprenta Fortanet, Madrid, 1886;

### Poesía
- Gritos del combate. Poesías, Madrid, Imprenta T. Fortanet, 1875
- Versos perdidos
- Poemas cortos, Madrid, Tipografía Hijos de M. G. Hernández, 1895
- ¡Sursum corda! Poema, Madrid, Tipografía Hijos de M. G. Hernández, 1900.

### Artículos
- Inauguración del Canal del Ebro: Cartas publicadas en La Iberia, Madrid, Imprenta La Iberia, 1857

### Discursos
- Discursos leídos ante la Real Academia Española en la pública recepción del Excmo. Señor Gaspar Núñez de Arce, el día 21 de mayo de 1876, Madrid, Imprenta T. Fortanet, 1876
- Discurso leído por el Excmo. Señor D. Gaspar Núñez de Arce el día 8 de Noviembre de 1886 en el Ateneo Científico y Literario de Madrid con motivo de la apertura de sus cátedras, Madrid, 1886
- Discurso leído por el Excmo. Señor D. Gaspar Núñez de Arce el día 3 de Diciembre de 1887, en el Ateneo Científico y Literario de Madrid con motivo de la apertura de sus cátedras, Madrid, Est. Tipográfico Sucesores de Rivadeneyra, 1887.

### Varia
- Miscelánea literaria. Cuentos, artículos, relaciones y versos, Barcelona, Daniel Cortezo y Cía., 1886

### Traducciones
- La sombra de César, traducción de la que en verso catalán escribió D. Víctor Balaguer por Gaspar Núñez de Arce, Madrid, Imprenta P. Domínguez Martínez, 1877.